# Cajuru
Cajuru est une municipalité brésilienne de l'État de São Paulo et la Microrégion de Bananal.

## Démographie
| Évolution de la population (municipalité) | Évolution de la population (municipalité) | Évolution de la population (municipalité) | Évolution de la population (municipalité) |
| Année                                     | Population                                |                                           | %±                                        |
| ----------------------------------------- | ----------------------------------------- | ----------------------------------------- | ----------------------------------------- |
| 1920                                      | 19 294                                    |                                           |                                           |
| 1940                                      | 17 057                                    |                                           | −11,6%                                    |
| 1950                                      | 16 452                                    |                                           | −3,5%                                     |
| 1960                                      | 13 737                                    |                                           | −16,5%                                    |
| 1970                                      | 13 725                                    |                                           | −0,1%                                     |
| 1980                                      | 16 240                                    |                                           | 18,3%                                     |
| 1991                                      | 20 246                                    |                                           | 24,7%                                     |
| 2000                                      | 20 777                                    |                                           | 2,6%                                      |
| 2010                                      | 23 371                                    |                                           | 12,5%                                     |
| 2022                                      | 23 830                                    |                                           | 2,0%                                      |
| ,                                         |                                           |                                           |                                           |